# 鷹島

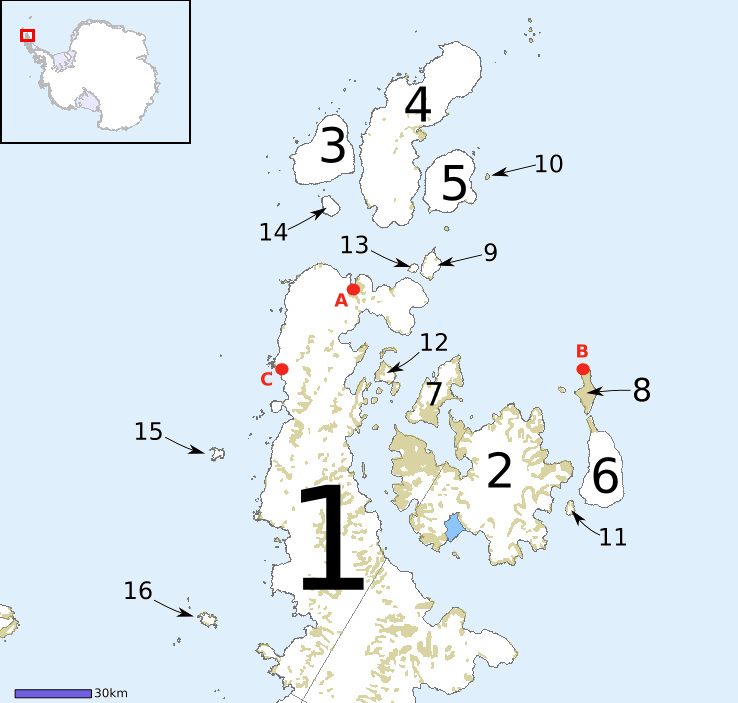
鷹島 (12)

63°39′S 57°27′W / 63.65°S 57.45°W
鷹島（英語：Eagle Island）是南極洲的島嶼，位於格雷厄姆地的特里尼蒂半島，與南極大陸以寬1.77公里的阿里普萊里海峽相隔，現時由南極條約體系管理。